# کولونگا شوینتوخوو
کولونگا شوینتوخوو (به لهستانی:  Kolonia Świętochów) یک روستا در لهستان است که در گمینا تارچن واقع شده‌است.